# Cool It Down
Cool It Down è il quinto album in studio del gruppo musicale statunitense Yeah Yeah Yeahs, pubblicato nel 2022.

## Tracce
1. Spitting Off the Edge of the World (featuring Perfume Genius) – 4:17
2. Lovebomb – 5:06
3. Wolf – 4:13
4. Fleez – 3:58
5. Burning – 4:05
6. Blacktop – 4:23
7. Different Today – 4:27
8. Mars – 1:55

## Formazione
Yeah Yeah Yeahs
- Karen O – voce, sintetizzatore
- Nick Zinner – chitarra, sintetizzatore
- Brian Chase – batteria, piatti, percussioni

Altri musicisti
- Perfume Genius – voce (1)
- Anthony Paul Lopez – percussioni (4)
- Justin Raisen – effetti (4)
- Mark Nishita – sintetizzatore (4, 8)
- Stephen Hussey – leader orchestra (5)
- Urban Soul – archi (5, 7)

## Classifiche
| Classifica (2022) | Posizione raggiunta |
| ----------------- | ------------------- |
| Regno Unito       | 10                  |
| Stati Uniti       | 45                  |